# Санюки (Ельский район)
Санюки (бел. Санюкі) — деревня в Добрынском сельсовете Ельского района Гомельской области Беларуси.

## Административное устройство
До 15 января 2023 года входила в состав Млынокского сельсовета. В связи с объединением Добрынского и Млынокского сельсоветов Ельского района Гомельской области в одну административно-территориальную единицу — Добрынский сельсовет, включена в состав Добрынского сельсовета.

## География

### Расположение
В 5 км на северо-восток от районного центра и железнодорожной станции Ельск (на линии Калинковичи — Овруч), в 186 км от Гомеля

### Гидрография
На реке Мытва (приток реки Припять).

## Транспортная сеть
Транспортные связи по просёлочной, затем автодорогам идущим от Ельска. Планировка состоит из 2 разделённых рекой частей: восточной (к прямолинейной улице, ориентированной с юго-востока на северо-запад, присоединяется с севера короткая улица) и западной (криволинейная улица с 2 переулками, ориентированная с юго-запада на северо-восток). Застройка преимущественно двусторонняя, деревянная, усадебного типа.

## История
Согласно письменным источникам известна со 2-й половины XVIII века как селение в Мозырском повете Минского воеводства Великого княжества Литовского. После 2-го раздела Речи Посполитой (1793 год) в составе Российской империи. В 1809 году село Санюков в Мозырском уезде Минской губернии. В 1834 году в составе поместья Михалка. Дворянин Ленкевич в деревне Санюки и Новая Рудня в 1846 году владел 2400 десятинами земли и 2 трактирами. Согласно переписи 1897 года располагалась школа грамоты. В одноимённой усадьбе работала водяная мельница. В 1898 году построено новое здание школы. Кроме земледелия 15 жителей занимались бондарским промыслом. В 1908 году в Михалковской волости Мозырского уезда.
С 20 августа 1924 года до 16 июля 1954 года центр Санюковского сельсовета Королинского, с 5 февраля 1931 года Ельского районов Мозырского (до 26 июля 1930 года, с 21 июня 1935 года до 20 февраля 1938 года) округа, с 20 февраля 1938 года Полесской, с 8 января 1954 года Гомельской области. В 1929 году создан колхоз «Энергия», работала кузница. Во время Великой Отечественной войны в боях около деревни в 1943-44 годах погибли 32 советских солдата (похоронены в братской могиле на кладбище). 66 жителей погибли на фронте. В 1959 году в составе совхоза «Млынок» (центр — деревня Млынок). Действуют отделение связи, Дом культуры, средняя школа, библиотека, фельдшерско-акушерский пункт.

## Население

### Численность
- 2004 год — 100 хозяйств, 160 жителей.

### Динамика
- 1834 год — 14 дворов, 143 жителя.
- 1897 год — 46 дворов, 265 жителей (согласно переписи).
- 1908 год — 49 дворов, 277 жителей.
- 1959 год — 560 жителей (согласно переписи).
- 2004 год — 100 хозяйств, 160 жителей.

## Известные уроженцы
- Н. А. Назарчук — белорусский художник.